# British Science Association
La British Science Association (« Association britannique pour la science ») — anciennement (avant 2009) British Association for the Advancement of Science (« Association britannique pour le progrès de la science »), ou the BA — ou the BSA comme l'appellent désormais les Britanniques, est une société savante créée en 1831. Cette association à but non lucratif a pour but de promouvoir l'ouverture à la science et d'encourager l'engagement pour le développement des sciences et de la technologie. Elle organise chaque année un festival de la science à travers tout le Royaume-Uni ainsi qu'une semaine de la science. 
L'association a notamment abrité un vigoureux débat le 30 juin 1860, à propos de la théorie de l'évolution, entre le représentant de Charles Darwin — Thomas Henry Huxley — et l'évêque d'Oxford — Samuel Wilberforce —, lequel n'admettait pas que l'homme puisse « descendre du singe ».
Elle fut également active dans la normalisation de la résistance électrique et l'élaboration d'un étalon pour l'ohm.  On a parlé de BA units avant le legal ohm de 1884.
La BSA est également à l'origine du système CGS proposé en 1874.